# Pińczów
Pińczów (udtale: [ˈpʲiɲt͡ʂuf])   er en by i den sydlige del af  voivodskabet Święty Krzyż i  den sydøstlige del af Polen, i den historiske region Lillepolen. Byen  har 10.078(2021) indbyggere og et areal på 14,32 km², og er administrationsby i powiatet Pińczów. Pińczów hører til den historiske  Provinsen Lillepolen (polsk: Małopolska) og ligger i floden Nida. Byen har en station på en smalsporet jernbane, Świętykrzyżbjergene jernbane.

## Historie
I det 12. århundrede  var der et stenbrud på stedet for nuværende Pińczów. Minearbejderne der arbejdede ved stenbruddet, boede sandsynligvis i en gord, som blev ødelagt i 1241, under den under den første mongolske invasion af Polen. I første halvdel af det 14. århundrede blev der rejst et gotisk slot på det sted, hvor  gjorden stod. Ved foden af slottet dukkede en bebyggelse op, oprindeligt kaldet Piedziców, Pandziczów og (1470), Pyandzyczów. Navnet Pińczów har været i brug siden 1500-tallet, og det vides ikke, hvem der var den første ejer af bebyggelsen. I 1424 tilhørte det den magtfulde Oleśnicki-familie, som byggede sin bolig her og finansierede et Paulinsk munkekloster (1449). Den 21. september 1428 i Lublin tildelte kong Vladislav 2. Jagello stadsrettigheder til Pińczów.
I midten af det 16. århundrede blev Pińczów et af de vigtigste centre for reformationen i Lillepolen. Den calvinistiske adelsmand Nicholas Oleśnicki fordrev de katolske munke i Pińczów i 1550 på foranledning af den italienske ekspræst Francesco Stancaro, og skabte et calvinistisk center, hvor synoderne i Pińczów blev holdt  1550-1563.
Byen havde en forsvarsmur, med fire porte og husede et antal udenlandske håndværkere, fra Italien, Skotland, Tyskland og Frankrig. I 1657 blev Pińczów ødelagt af svenske soldater under Karl 10. Gustavs polske krig), og under den Store Nordiske Krig blev byen igen erobret af svenskerne; Kong Karl 12. af Sverige opholdt sig her et stykke tid efter Slaget ved Kliszów. I slutningen af det 18. århundrede blev Pińczów købt af Wielopolski-familien, og efter Polens delinger blev det annekteret af Habsburg-monarkiet i 1795. I 1815 blev Pińczów en del af det russisk-kontrollerede Kongrespolen. I 1820'erne havde byen omkring 4.000 indbyggere.